# Cámara Nacional de Industrias
La Cámara Nacional de Industrias de Bolivia (CNI) es un ente de coordinación legalmente reconocido, que aglutina a las empresas industriales manufactureras legalmente establecidas en el territorio boliviano. Fue fundada el 28 de febrero de 1931 en la ciudad de La Paz, durante el gobierno de Carlos Blanco Galindo, inicialmente con el nombre de Cámara de Fomento Industrial que en esa época agrupaba y representaba a los empresarios privados dedicados a la manufactura.

## Historia
El 28 de febrero de 1931, durante el gobierno del presidente Carlos Blanco Galindo, fue fundada en la ciudad de La Paz la Cámara de Fomento Industrial. 
En 1938, se reunió el Primer Congreso Nacional de Industriales y por mandato del mismo, la Cámara de Fomento Industrial tomó el nombre de Cámara Nacional de Industrias (CNI).
Ese mismo año se creó el Consejo Industrial Nacional, conformado por representantes del gobierno central, la Aduana Nacional, la Sociedad de Agricultura, Ganadería y Fomento Triguero y la CNI.
En 1935, la CNI comenzó a realizar importantes aportes a la sociedad, como trabajar en estrecha relación con el Gobierno en la elaboración de la Ley General del Trabajo.
En 1941, la CNI fue parte del Directorio de la Caja de Seguro y Ahorro Obrero, en representación de los industriales, quienes aportaron significativamente a esa Entidad.
Durante el año 1944, la CNI fundó, en la ciudad de La Paz, la Escuela Industrial de la Nación Pedro Domingo Murillo, instituto que capacitaba técnicamente a los recursos humanos que eran requeridos por la industria.
En 1945, la CNI concluyó los estudios definitivos para construir el Hospital Obrero N° 1 en la ciudad de La Paz, que continúa hasta el presente, como el más importante Hospital del sistema de salud, siendo ésta una de las más importantes contribuciones sociales que hace durante su vida institucional, en defensa del bienestar de los trabajadores del sector fabril paceño.
El 10 de mayo de 1945 formuló el Proyecto de Ley de Fomento Industrial y lo sometió a consideración del Gobierno. Esta norma es uno de los documentos gremiales más importantes en la concepción del desarrollo productivo en general y visualiza mecanismos de formación profesional, instrumentos de promoción industrial, protección de los recursos humanos; además de asignar roles y competencias a instituciones relacionadas con el desarrollo.
Entre 1946 y 1949, participó activamente en la promulgación de tratados comerciales con los países vecinos de Perú y Argentina.
En 1948 organizó la primera Gran Feria Internacional en la ciudad de La Paz, ocasión en la que el país y otras naciones mostraron su producción, iniciando un intercambio cada vez más amplio de productos.
A principios de la década de 1960, participó apoyando al gobierno nacional en la suscripción y conformación de la Asociación Latinoamericana de Libre Comercio (ALALC) y también en la firma del Acuerdo de Cartagena, hoy Comunidad Andina de Naciones.
También, a principios de la misma década, promovió y fundó el banco de fomento al desarrollo, Banco Industrial, el cual, luego de haber cumplido los objetivos para los que fue creado, pasó a ser un banco comercial, hoy Banco BISA.
Promovió y presidió en 1972  la reunión de la Asociación de Industriales Latinoamericanos en la ciudad de La Paz.
Durante la década de 1980,  y, ante la apertura y cambio de modelo económico, gestionó la conformación del Instituto de Normalización y Calidad (IBNORCA), que hoy por hoy es un importante instrumento para garantizar la calidad de las mercancías que son consumidas por los ciudadanos.
Durante la década de 1990, impulsó  la competitividad, logrando a fines del siglo XX la conformación de los Consejos de Calidad, de Competitividad y de Desarrollo Sostenible.
En los inicios del siglo XXI, su compromiso con el medio ambiente es claro y definitivo y muestra de ello es su contribución a la normativa que reglamenta la Ley del Medio Ambiente, con el Reglamento Ambiental para la Industria Manufacturera (RASIM) y la creación y consolidación del Centro de Promoción de Tecnologías Sostenibles (CPTS).
En 2004, la CNI presentó a los empresarios industriales una nueva visión de la Responsabilidad Social Empresarial, que se refiere a un conjunto de valores que implican superar la mera preocupación del empresario por los resultados económicos de la gestión y proyectar a la empresa hacia su sociedad. Es una conducta definida en cuatro grandes ámbitos: la responsabilidad con los clientes, la responsabilidad con los trabajadores, la responsabilidad con las futuras generaciones (Medio Ambiente) y la responsabilidad con el conjunto de la sociedad que la cobija.

## Objetivos
La Cámara Nacional de Industrias brinda servicios a las empresas en diferentes áreas las cuales son las siguientes:
- Asesoramiento en derecho constitucional, derecho civil, derecho comercial, derecho tributario, derecho ambiental, derecho aduanero, derecho laboral, derecho de seguridad social, derecho administrativo, derecho municipal y en el comercio exterior de Bolivia.[2]

- Asistencia técnica en áreas como: seguridad y salud ocupacional, en medio ambiente, en implementación de sistemas de gestión, en auditorías jurídicas comerciales y laborales, en control de calidad de operaciones aduaneras, en auditorías jurídicas de propiedad intelectual y en auditorías jurídicas así como también en el servicio de regularización de inmuebles.[3]

## Cámaras departamentales afiliadas
- Cámara Departamental de Industrias de La Paz (CADINPAZ)
- Cámara de Industria, Comercio, Servicios y Turismo de Santa Cruz (CAINCO)
- Cámara Departamental de Industria de Cochabamba (CAMIND)
- Cámara de Industria, Comercio, Servicios y Turismo de Chuquisaca
- Cámara de Industria, Comercio y Servicios de Tarija (CAINCOTAR)
- Cámara Departamental de Industrias de Oruro.
- Cámara de Comercio e Industria de Potosí
- Cámara de Comercio e Industria de Pando

## Asociaciones Sectoriales Afiliados
- Asociación de Industriales Molineros (ADIM)
- Cámara de la Industria Farmacéutica Boliviana (CIFABOL)
- Asociación de Industriales de Cosmética (ASINCOS)
- Federación Boliviana de Bienes de Capital (FEBOBICA)
- Cámara Boliviana de la Industria Gráfica (CABINGRAF)
- Asociación de Embotelladores de Bebidas Gaseosas